# Сенья
Се́нья (норв. Senja, северносаам. Sážža) — второй по величине остров в Норвегии (не считая архипелаг Шпицберген). Расположен почти посередине береговой линии фюльке Тромс. Неподалёку находится город Финнснес, с которым он соединён дорогой через Гисундский мост. На Сенье находятся национальный парк Ондерален, несколько традиционных рыбачьих артелей, а также дом самого большого в мире тролля, зовущегося Senja Trollet (Сеньинский Тролль).
Западное побережье Сеньи, омываемое открытым морем, во власти бурных гор, начинающихся прямо от воды, с рыбацкими деревнями (такими как Гриллефьорд, Хусёй) везде, где есть какая-либо низменность. Восточная часть острова во власти лесов, лососёвых рек и сельского хозяйства.
Территория острова разделена между коммунами Ленвик (часть которого находится на материке), Берг, Торскен, и Транёй.
На 1 января, 2008 года население острова составляло 7782 жителя.
Сенью часто называют «Норвегией в миниатюре» за природу острова. Остров хорошо известен своей природой и достопримечательностями туристам.
Сенья упомянута в романе Дэвида Ховарта о Второй мировой войне «Мы умираем в одиночестве».

## Галерея

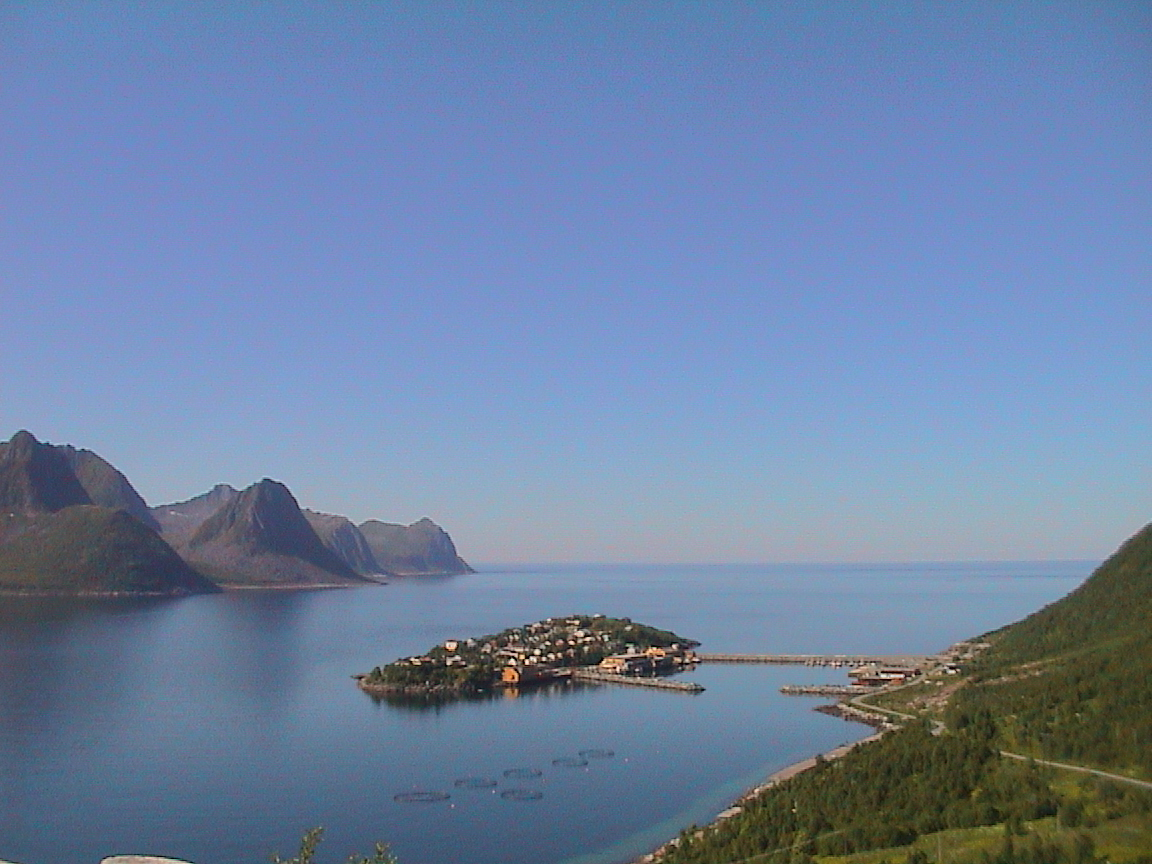
Хусёй, Северная Сенья
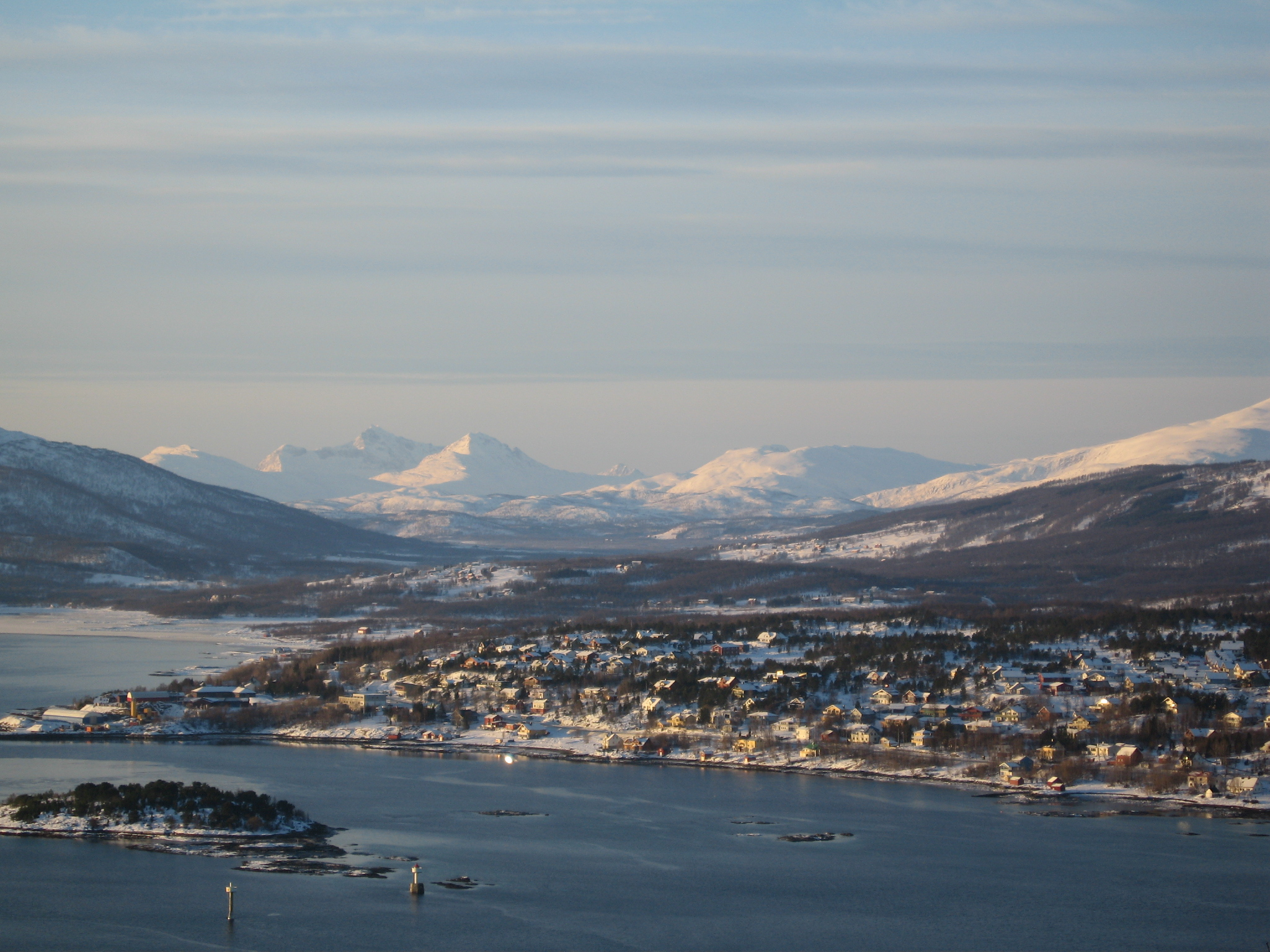
Сильсанд в Ленвике расположен на востоке, на берегу пролива Гисундет
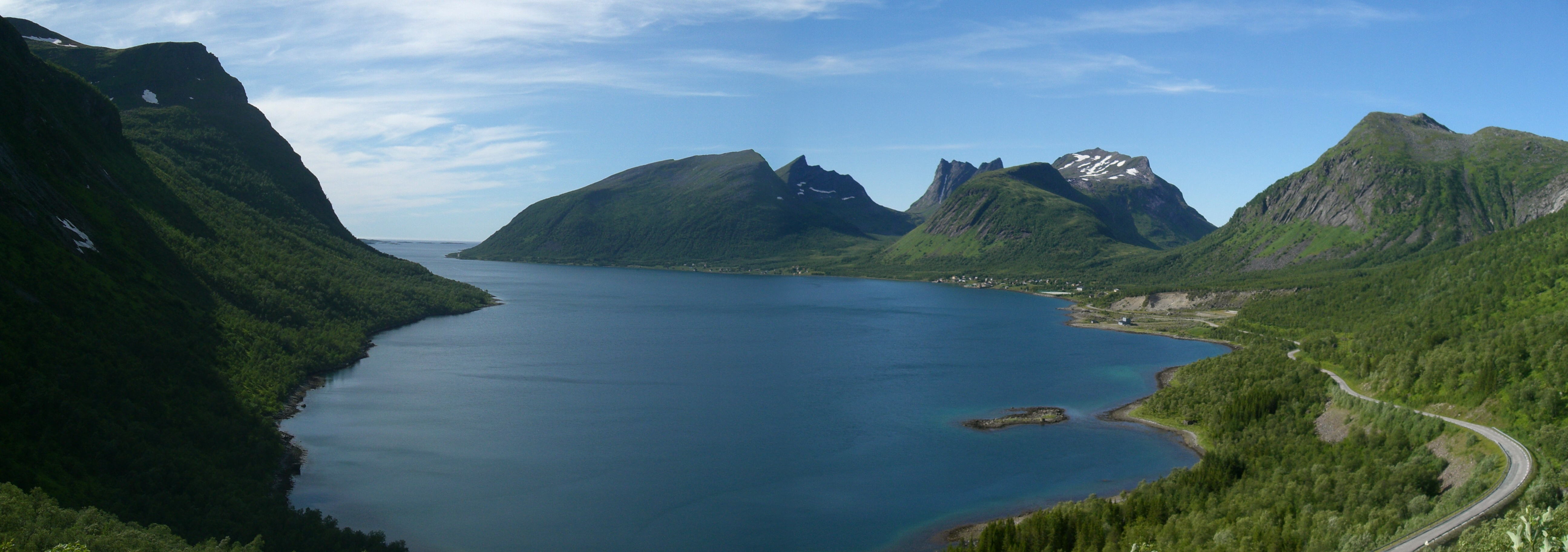
Бергсфьорден